# Lampadena pontifex
Lampadena pontifex är en fiskart som beskrevs av Krefft, 1970. Lampadena pontifex ingår i släktet Lampadena och familjen prickfiskar. IUCN kategoriserar arten globalt som livskraftig. Inga underarter finns listade i Catalogue of Life.